# Хабибулина, Екатерина Гарифульевна
Екатерина Гарифульевна Хабибулина (1922—2005) — советский передовик производства в сельском хозяйстве. Герой Социалистического Труда (1949).

## Биография
Родилась 2 мая 1922 года в деревне Куркули на территории современного Мариинского района Кемеровской области.
В 1933 году Е. Г. Хабибулина и её младшие брат и сестра остались сиротами и уже в 13 лет ей пришлось встать к станку в местной артели, чтобы прокормить семью.
С 1941 года Е. Г. Хабибулина пошла работать в колхоз «Путь новой жизни» Мариинского района. Сначала работала в животноводстве, затем в полеводстве. Е. Г. Хабибулиной доверили полеводческое звено из 12 человек. Со своим звеном добивалась высоких результатов по выращиванию зерновых культур и картофеля.
В 1947 году Указом Президиума Верховного Совета СССР «за отличие в труде» Е. Г. Хабибулина была награждена
Орденом Трудового Красного Знамени.
В 1948 году руководимое ею звено получило урожай картофеля 504 центнера с гектара на площади 3 гектара.
25 февраля 1949 года Указом Президиума Верховного Совета СССР «за получение высоких урожаев картофеля при выполнении колхозом обязательных поставок и контрактации по всем видам сельскохозяйственной продукции, натуроплаты за работу МТС в 1948 году и обеспеченности семенами всех культур в размере полной потребности для весеннего сева 1949 года» Екатерина Гарифульевна Хабибуллина была удостоена звания Героя Социалистического Труда с вручением Ордена Ленина и золотой медали «Серп и Молот».
В 1973 году по состоянию здоровья сменила место работы перешла в трикотажный цех Мариинского комбината бытового обслуживания и трудилась вязальщицей до ухода на заслуженный отдых.

## Награды
- Медаль «Серп и Молот» (25.02.1949)
- Орден Ленина (25.02.1949)
- Орден Трудового Красного Знамени (1947)

### Звания
Почетный гражданин Мариинского района (1981)